# メイヤー・オブ・キングスタウン
『メイヤー・オブ・キングスタウン』(Mayor of Kingstown)はアメリカ合衆国の犯罪スリラーテレビドラマシリーズである。テイラー・シェリダンとヒュー・ディロンが企画し、Paramount+で2021年11月14日より配信されている。

## 概要
ミシガン州の架空の市キングスタウンには7つの刑務所があり、市の経済は刑務所に支えられている。マクラスキー家は囚人、ギャング、看守、警察、そして一般市民の間の利害を調整する事実上の「市長」として市の平和を保つ。シリーズは人種差別、不平等、腐敗をテーマに描く。
シーズン3は2024年6月2日より配信されている。
日本ではWOWOWおよびJ:COMオンデマンド上でのParamount+ラインアップの一部として配信されている。

## 登場人物
※括弧内は日本語吹替。

### メイン
- マイク・マクラスキー : ジェレミー・レナー（東地宏樹） : マクラスキー3兄弟の次男。兄で事実上の「市長」のミッチの右腕。のちに「市長」。子供時代はキングスタウンを出ることを夢見るも、囚人となり白人のグループのリーダーとなった経験がある。
- マリアム・マクラスキー : ダイアン・ウィースト（高島雅羅） : マクラスキー3兄弟の母親。大学教授であり、ボランティアで刑務所内で囚人たちを教える。
- イアン・ファーガソン : ヒュー・ディロン（英語版）（飯島肇） : キングスタウン市警の警部補でカイルの相棒。
- バニー : Tobi Bamtefa（鶴岡聡） : キングスタウンの黒人のストリートギャングのリーダー。マイクとはほぼ友情と言えるものを交わす。
- カイル・マクラスキー : テイラー・ハンドリー（英語版）（森宮隆） : マクラスキー3兄弟の末弟。キングスタウン市警の刑事。兄たちの法を曲げる行為に疑問を持ちながらも従う。
- アイリス : エマ・レアード（英語版） : マイロ率いるロシア・マフィアのために、ニューヨークで政府関係者を相手にするエスコート・ガール。マイクに対処するためにキングスタウンに呼ばれる。
- スティーヴィー : Derek Webster（西村健志） : キングスタウン市警の刑事。
- ロバート : Hamish Allan-Headley（丸中康司） : キングスタウン市警のSWAT隊長。
- Pドッグ : Pha'rez Lass : 刑務所内の黒人グループのリーダー。(S1)
- マイロ : エイダン・ギレン（飛田展男） : 現金輸送車強盗により終身刑を受けるロシア・ギャングのリーダー。
- ミッチ・マクラスキー : カイル・チャンドラー（咲野俊介） : マクラスキー3兄弟の長男で父の跡を継ぎ「市長」を務める。
- トレイシー・マクラスキー : Nishi Munshi（伊吹茅紘） : カイルの妻 (S1ではリカーリング)
- カリーム : マイケル・ビーチ（齋藤響） : 看守長(S1)、臨時所長(S2-) (S1-2ではリカーリング)

### リカーリング
- レベッカ : Nichole Galicia（島田愛野） : ミッチおよびマイクの秘書
- デューク : アンドリュー・ハワード（竹田雅則） : 所外の白人ギャングのリーダーで所内の白人グループも影響下に置く。マイクとは囚人時代の知り合い。
- カルロス・ヒメネス : Jose Pablo Cantillo : 所外のメキシコ系ギャングのリーダー。 マイクとは囚人時代の知り合い。(S1)
- ジョセフ : George Tchortov : 所外のロシア・マフィアのリーダーで所内にいるマイロの右腕
- タティ : Gratiela Brancusi : ロシア・マフィアの下で働く売春婦 (S2)
- チェリー : Natasha Marc : 女囚 (S1)
- エド : James Jordan（大下昌之） : マイクに協力する看守 (S1)
- ティム : Jason Kelley（武田太一） : マイクに協力する看守 (S1)
- サム : Mandela Van Peebles（中島智彦） : ティムの甥の新人看守 (S1)
- カーニー : レイン・ギャリソン : カリームの右腕となりマイクに協力する看守 (S2-
- アビー : Stacie Greenwell : 女子刑務所の看守 (S1)
- イヴリン : Necar Zadegan（濱口綾乃） : マイクと関係を持つ地区検事捕
- ウォルター : Rob Kirkland : キングスタウン市警の警官を率いる警部
- リチャード : Rob Stewart : キングスタウン市警の刑事を率いる警部
- コンスタンティン : ヨリック・ヴァン・ヴァーヘニンゲン : ロシア・マフィア(S3)
- マール : リチャード・ブレイク : (S3)
- ケヴィン : Denny Love : 新任の看守 (S3)

## あらすじ

### シーズン1のあらすじ
マイクは殺された兄ミッチの後を継ぎ、刑務所に依存するキングスタウン市で囚人、看守、警察、ギャング、市民の橋渡しをする事実上の「市長」となる。元囚人であるマイクは黒人ストリートギャングのリーダーのバニーと友人関係を結び、様々な依頼を受けて礼金を受け取る。ロシアギャングのリーダーで囚人のマイロは、かつて強盗して埋めた金をマイクから取り戻すため、エスコートガールのアイリスを送り込み、彼女を痛めつけてマイクの同情心に訴える。マイクはアイリスを性虐待した白人ギャングを殺す。警察から子供を殺した重罪犯の処理を頼まれた囚人たちは対価を求めるも、マイクは看守に囚人たちの要求を退けさせて不満が溜まる。新人の看守が囚人を殺したために緊張が高まり、刑務所はロックダウンされる。普段は対立する白人、メキシコ系、黒人のグループは団結して暴動を起こして看守を殺し、マイクの弟で刑事のカイルと相棒のイアンも閉じ込められる。州兵とSWATが鎮圧する間にマイロは脱走する。

### シーズン2のあらすじ
暴動ののち、囚人たちは仮設テントで暮らす。所内のリーダーたちが殺されたのちの無秩序により、所外でも暴力事件が多発するようになる。マイクは所内のリーダーを決めさせるため、警察やガールフレンドで地方検事捕のイヴリンらと協定を結び、4大ギャングの所外のリーダーたちを逮捕させ、すぐに釈放する約束で刑務所に入れる。だが地方検事が釈放を拒み、リーダーたちは釈放されずにアーリアン・ブラザーフッドの支配するアンカーベイ刑務所に移送される。メキシコ系のリーダーは殺され、バニーら他のリーダーたちは憤り、地方検事は暗殺される。マイクの奔走で釈放されたバニーは暴動鎮圧中に仲間を殺したSWATのロバートを襲撃する。釈放が遅れたアーリアン・ブラザーフッドのリーダーはマイクを襲撃させ、マイクは報復する。マイロがかつて盗んで埋めた多額の無記名債券が発見され、身を隠していたマイロは取り戻そうとする。アイリスは証人保護プログラムの束縛を嫌い、自ら望んでマイロの元に戻る。マイクは債券を渡す代わりにアイリスを取り戻し、逃げたマイロのヨットは爆発する。

## エピソード
| シーズン | シーズン | 話数 | 話数 | 放送期間       | 放送期間      |
| シーズン | シーズン | 話数 | 話数 | 初回放送       | 最終回放送    |
| -------- | -------- | ---- | ---- | -------------- | ------------- |
|          | 1        | 10   | 10   | 2021年11月14日 | 2022年1月9日  |
|          | 2        | 10   | 10   | 2023年1月15日  | 2023年3月19日 |
|          | 3        | 10   | 10   | 2024年6月2日   | 2024年8月4日  |

### シーズン1
| 通算 話数 | シーズン 話数 | タイトル                                    | 監督                 | 脚本                                    | 公開日         |
| --- | ------------- | ------------------------------------------- | -------------------- | --------------------------------------- | -------------- |
| 1 | 1             | "The Mayor of Kingstown"                    | テイラー・シェリダン | テイラー・シェリダン & ヒュー・ディロン | 2021年11月14日 |
| ミッチ・マクラスキーは7つの刑務所に経済を依存するミシガン州キングスタウンを切り回す事実上の「市長」として父の跡を継ぎ、次弟マイクはその右腕として、法律を自在に曲げながら市民、囚人、ギャング、看守たちの橋渡しをする。刑務所で囚人を教える大学教授で母のマリアムはこれを気に入らない。囚人と所外のギャングたちは白人、黒人、メキシコ系などに別れて対立する。ロシア・マフィアのボスの囚人マイロの妻のヴェラがミッチを訪ね、マイロがかつて強盗して埋めた現金の地図を見せて掘り出すよう頼む。看守のティムの甥で新人の看守サムが手紙を囚人のダリルに託されて出したために脅される。ミッチとマイクはダリルのボスである黒人のストリート・ギャングのバニーに会い、サムの件の話をつける。だが刑務所内ではサムがダリルに襲われた偽装をし、ダリルは看守たちに殺される。ミッチとマイクは末弟で警察官のカイルとともにマイロの金を掘り出し、事務所の金庫に入れる。ストリップクラブで働くヴェラは、客の男に家まで押しかけられて殺される。男は地図を見つけ、ミッチに事務所の金庫を開けさせて殺す。ロバート率いる警察は男の家に押し入り、意図的に射殺する。マイロの右腕のジョセフは金を求めてマイクを脅し、逆に殴り倒される。女囚の母親がマイクを次の「市長」と見込んで配慮を頼みに来る。 |               |                                             |                      |                                         |                |
| 2 | 2             | "終わりの始まり" "The End Begins"           | ベン・リチャードソン | テイラー・シェリダン                    | 2021年11月14日 |
| 人々はマイクが次の「市長」になるだろうと噂する。マイクは金庫に残っていた金を回収した後、金庫に放火する。バニーの手下を刑務所の運動場から締め出させ、バニーを脅してサムが頼まれた手紙を取り上げる。FBIのオルドリッチとペリーがマイクを訪ね、マイクはミッチの後を継いで情報提供者となるも一線を引く。市警察のドラッグ摘発に協力する。マイロはマイクに対処するために、ニューヨークからエスコート・ガールのアイリスを呼び寄せる。マイクは死刑囚の姉に頼まれ、死刑執行に立ち会う。バニーを訪れて一緒にビールを飲む。 |               |                                             |                      |                                         |                |
| 3 | 3             | "取引" "Simply Murder"                      | テイラー・シェリダン | テイラー・シェリダン                    | 2021年11月21日 |
| 元重罪犯で仮釈放中のケニーが覚醒剤製造中に不注意からトレーラーで爆発を起こし、妻と義理の息子を殺してしまう。子供の死に警察は憤り裁判なしで確実な死を望むも、手を汚さずにケニーを刑務所に戻して囚人たちに殺させようとする。ケニーはマイクに助けを求め、囚人たちに借りを作りたくないマイクは、ケニーに自首して死刑を受け入れ時を稼ぐよう勧める。だがケニーは拘置中に囚人たちに殺される。カイルの妻トレイシーは妊娠する。アイリスがキングスタウンに着く。 |               |                                             |                      |                                         |                |
| 4 | 4             | "代償" "The Price"                          | ベン・リチャードソン | テイラー・シェリダン                    | 2021年11月28日 |
| マリアムは、父親になるカイルを危険の少ない州警察に転職させたいとマイクに話す。人種別に分かれたギャングや囚人たちは、それぞれがケニーをかばわずに殺した対価をマイクに求める。マイクは要求に屈せず、メキシコ系ギャングのリーダーであるカルロスを逮捕させ、看守に頼んでPドッグら囚人のリーダー格に懲罰を与えさせる。アイリスがマイクを事務所に訪ね、マイロに送られたと語る。マイクは相手にせずキングスタウンを出るよう忠告する。カイルとイアンはピザ店の強盗を防ごうとして、発砲した店主を殺してしまう。 |               |                                             |                      |                                         |                |
| 5 | 5             | "オリオン座" "Orion"                        | ガイ・ファーランド   | テイラー・シェリダン                    | 2021年12月5日  |
| マイクは地区検事捕のイヴリンと付き合う。店主が麻薬の売人であったことにしてカイルとイアンを処罰から救う。様々な客がマイクに仕事を頼みに来る。看守たちはさらにPドッグを苛む。マイクはバニーの親戚の少年をホッケーの試合に連れて行き乱闘から守る。警察は仮釈放されたカルロスを再逮捕し、飼っていた闘犬は去勢される。ジョセフはアイリスを店でストリッパーにする。 |               |                                             |                      |                                         |                |
| 6 | 6             | "翼の折れた天使" "Every Feather"            | ガイ・ファーランド   | テイラー・シェリダン                    | 2021年12月12日 |
| 刑務所内では緊張が高まって運動場で乱闘が起き、監視塔に移されていたサムは黒人の囚人を射殺してしまう。刑務所はロックダウンされる。白人のギャングのリーダーのデュークやバニーをマイクがなだめる。マイクがアイリスと会わないことに業を煮やしたジョセフはアイリスを痛めつけ、同情を引くために「翼の折れた天使」としてマイクの事務所に送り込む。マイクはイアンとカイルに立ち会わせてジョセフを叩きのめす。アイリスをマイロから守るため、ニューヨークでの有名人との売春をFBIに証言させるも立件は難しく、ニューヨーク支局の主任捜査官もまた顧客であったことが分かる。マイロはマイクを呼び出して追跡装置を埋め込んだ手下の女に会わせ、その間に事務所からアイリスを拉致して2人のFBI捜査官を殺す。マリアムはピザ店での事件を知り、マイクのカイルに対する悪影響を心配する。 |               |                                             |                      |                                         |                |
| 7 | 7             | "蜘蛛の巣の中へ" "Along Came a Spider"      | クラーク・ジョンソン | テイラー・シェリダン                    | 2021年12月19日 |
| 囚人の復讐を恐れてサムは女子刑務所に異動する。男子刑務所ではロックダウンに抵抗してハンガーストライキが始まり、刑務所長はPドッグやカルロスを含む囚人のリーダーたちを集めて話を聞き、ロックダウンを解く。1人のFBI捜査官は行方不明となり、FBIと市警が捜査する。マイクは刑務所でマイロに面会し、金を埋めた場所付近で金属のケースを探せと言われる。ジョセフは監禁していた捜査官を殺して捨て、アイリスをデュークに渡す。 |               |                                             |                      |                                         |                |
| 8 | 8             | "悪魔の所業" "The Devil Is Us"              | クラーク・ジョンソン | テイラー・シェリダン                    | 2021年12月26日 |
| マイクは地中に金属の物体を見つけて警察を呼ぶ。処刑されたばかりのパーカーの犠牲者26人の死体が隠されたスクールバスが掘り出される。マイロの弁護士は、マイクが1400万ドルの無記名債券の入った別のケースを見つけるはずだったと言う。マイクは新しい事務所に移って心機一転を図ろうとするが、レベッカは通りの向こうの物件を見つける。看守のエドは、白人、黒人、メキシコ人の囚人たちのリーダーが結託したことを心配する。デュークはアイリスを性虐待した上で黒人のギャングに売り飛ばす。ギャング同士の抗争の結果アイリスはバニーの保護下に入り、マイクに渡される。マイクはデュークとその仲間を殺し、アイリスの体内から追跡装置を摘出する。サムは女囚に誘惑されて刺殺される。男子刑務所ではサムのおじのティムがPドッグに刺し殺される。 |               |                                             |                      |                                         |                |
| 9 | 9             | "真実という名のウソ" "The Lie of the Truth" | スティーヴン・ケイ   | テイラー・シェリダン                    | 2022年1月2日   |
| マリアムはカイルに、男の子を産む予定のトレイシーを支えるよう諭す。マイクは電波の届かない森の中の家で、アイリスと静かな時を過ごす。その間、ロバート率いるSWATが麻薬製造拠点を強襲する。女囚はサムにレイプされたと主張する。刑務所では、看守のエドやカリームがロックダウンの再開を求めるも、刑務所長は拒否しPドッグの郡拘置所への移送のみを認める。イアンとカイルがマイロの移送のために刑務所に入った時、Pドッグと仲間が暴動を起こしてマイロが助け、イアンとカイルは所内の地下に隠れる。 |               |                                             |                      |                                         |                |
| 10 | 10            | "魂の欠片" "This Piece of My Soul"          | スティーヴン・ケイ   | テイラー・シェリダン                    | 2022年1月9日   |
| マイクは刑務所で大規模な暴動が起きてカイルが所内で隠れていることを知る。囚人たちは捕らえた看守を運動場に晒し、カルロスはマイクを交渉人に指名する。州警察と市警察は管轄をめぐってもめる。ロバート率いるSWATが地下から侵入してイアンとカイルを救出する。市警察はデュークのアジトでマイクにかけた履歴のある電話を見つけて隠滅する。州兵が塀を確保する中、マイクが交渉のため所内に入りPドッグと話す。Pドッグは看守への恨みを口にしてエドを殺す。州兵とロバート率いるSWATがPドッグやカルロスを含む多くの囚人を殺して暴動を鎮圧する。騒ぎに紛れてマイロは脱走する。 |               |                                             |                      |                                         |                |

### シーズン2
| 通算 話数 | シーズン 話数 | タイトル                                    | 監督               | 脚本                                     | 公開日        |
| --- | ------------- | ------------------------------------------- | ------------------ | ---------------------------------------- | ------------- |
| 11 | 1             | "カオスの連鎖" "Never Missed a Pigeon"      | スティーヴン・ケイ | Dave Erickson & テイラー・シェリダン     | 2023年1月15日 |
| 暴動後、囚人たちは仮設のテント・シティに入れられる。所内のリーダーの不在は所外にも及び、グループ同士の抗争が激化する。マイクは囚人たちにリーダーが必要だとバニーに話す。暴動中にレイプされPTSDに苦しむ看守長のカリームは刑務所の仕事に戻る。マイロが行方不明だと知ったマイクはアイリスをFBIの証人保護プログラム下に入れるも、束縛を嫌うアイリスは逃げてマイクの元に戻る。カイルは州警察に勤める。マリアムは路上で強盗に襲われるが告訴しない。                                                                                                  |               |                                             |                    |                                          |               |
| 12 | 2             | "悪魔を見つめる時" "Staring at the Devil"   | スティーヴン・ケイ | テイラー・シェリダン                     | 2023年1月22日 |
| 街中でギャングの抗争による大量殺人事件が起き、マイクはアイリスをカイルとマリアムの家に預けて解決を図る。臨時所長となったカリーム、イヴリン、ロバートに協力を仰いで、バニーを含む4大ギャングのリーダーを銃不法所持で逮捕させ、すぐに釈放する約束で刑務所に入れて所内のリーダーを選ばせようとする。アイリスは再び逃げ出してマイロのもとに行く。カイルはパトロール中に相棒を射殺され、犯人を射殺する。 |               |                                             |                    |                                          |               |
| 13 | 3             | "つぶし合い" "Five at Five"                 | Tasha Smith        | Keli Goff                                | 2023年1月29日 |
| バニーはリーダーを選ぶため、マイクに頼んで看守に黙認させ、刑務所内のテント・シティで歯向かう囚人に制裁を行う。密告を受けた市警がバニーの祖母の家をガサ入れしたため、バニーはマイクに怒りをぶつける。民営刑務所を運営するワーウィック社が、刑務所の余剰囚人を受け入れる提案をする。マイクはアイリスを探すも、アイリスはジョセフの下で、再び体内に追跡装置を埋め込まれて売春婦に戻る。カイルは発砲事件の内部調査で無給停職となり、キングストン市警への復帰を待たされる。                                                                         |               |                                             |                    |                                          |               |
| 14 | 4             | "プールに沈む" "The Pool"                   | Tasha Smith        | Evan Ball                                | 2023年2月5日  |
| 矯正局がテント・シティから他の刑務所へ囚人の移送を始める。バニーや他のリーダーたちは約束通り釈放されないことに苛立ち、マイクを疑い始める。マイクはイヴリンに釈放の約束を果たすよう求めるも、移送は行われてテント・シティは空になる。他の刑務所は定員を超え、凶悪犯以外を釈放し始める。マイロが盗んで埋めた多額の無記名債券を工事夫が発見し、ジョセフに換金を頼んで殺される。妻が債券を警察に持ち込む。子供が生まれる予定のカイルは切実に仕事を求める。                                                                                         |               |                                             |                    |                                          |               |
| 15 | 5             | "キル・ボックス" "Kill Box"                 | ガイ・ファーランド | Leon Hendrix III                         | 2023年2月12日 |
| マイクは新入りの看守カーニーを使ってバニーら4大グループのリーダーの移送先を探す。リーダーたちは全員がアーリアン・ブラザーフッドの支配するアンカーベイ刑務所に移送され、釈放の約束が果たされないことに怒る。メキシコ系リーダーは殺され、バニーはキルボックス(独房)に入れられる。債券を見つけた工事夫の妻も殺され、警察に保管されていた債券は盗まれる。マイクは債券を換金できるマイロが犯人だと市警の刑事たちに話す。カイルの内部調査は終わる。                                                                                                  |               |                                             |                    |                                          |               |
| 16 | 6             | "邪魔者" "Left with the Nose"               | ガイ・ファーランド | Christian Donovan                        | 2023年2月19日 |
| マイクはリーダーたちの釈放を地方検事に働きかけるも拒否される。アンカーベイでは、バニーの手下がアーリアン・ブラザーフッドの一人に襲撃されるも、リーダーは否定する。マイクは看守デヴィッドソンを脅してバニーを独房から出す。バニーはマイクの代わりに地方検事が暗殺されるよう計らう。カイルは奇矯な行動を取り始め、安全のために債券を警察から移していたことが分かる。ロバートには暴動鎮圧に関して内務調査の通告がされる。マリアムは少年刑務所の囚人ジェイコブからマイクへの頼みごとをされる。カーニーは、カリームを暴行した囚人の死因を誤魔化す。 |               |                                             |                    |                                          |               |
| 17 | 7             | "蜂の群れ" "Drones"                         | スティーヴン・ケイ | Regina Corrado                           | 2023年2月26日 |
| ロバートは内務調査に繋がった内部告発者ベンを見つける。イアン、カイルとロバートは聞き取りの前に話を合わせる。カイルはジョセフの店でアイリスを見つける。マイクは殺された地方検事に変わり、イヴリンにリーダーたちの釈放を求める。アンカーベイ刑務所内のアーリアン・ブラザーフッドにはドローン(蜂)が密かにドラッグを運ぶ。 |               |                                             |                    |                                          |               |
| 18 | 8             | "休日" "Santa Jesus"                        | スティーヴン・ケイ | ヒュー・ディロン & スティーヴン・ケイ    | 2023年3月5日  |
| マイクは休日を取り、電話を持たず飲んだくれて行方をくらます。ジェイコブのことを頼みたいマリアムやアイリスのことを教えたいカイルは必死にマイクを探す。バニーはラファエルに贈り物をして所内のボスに指名し、他のリーダーより先に出所する。ロバートに救出された恩のあるイアンは、連続殺人犯のチャーリーを使って内部告発者ベンを脅して証言を取り下げさせるも、チャーリーがベンを殺してしまい、イアンは事件現場を偽装する。マイクは襲ってきた看守デヴィッドソンを殺す。マイロがマイクの前に現れる。                                                   |               |                                             |                    |                                          |               |
| 19 | 9             | "平和を探して" "Peace in the Valley"        | スティーヴン・ケイ | Christian Donovan & James Arcega Tinsley | 2023年3月12日 |
| マイロは債券とアイリスの交換をマイクに提案する。バニーは暴動鎮圧で仲間を殺したロバートを恨み、銃砲店を襲って武器を入手し、ロバートを襲撃する。イヴリンはマイクに、ワーウィック社がバニーを釈放させたと言い、ベン殺害に怒る。ジェイコブは移送先で死ぬ。トレーシーはカイルと別居する。アイリスはレイプされそうになりジョセフを殺す。 |               |                                             |                    |                                          |               |
| 20 | 10            | "正しいことをするために" "Little Green Ant" | スティーヴン・ケイ | Regina Corrado & Dave Erickson           | 2023年3月19日 |
| ロバートは生死を彷徨う。マイクは警察を敵に回したとバニーを責める。マイクはアーリアン・ブラザーフッドに襲撃され、報復にカーニーを通じて刑務所内のリーダーを殺させる。アイリスがカイルとマリアムの家に逃げて来て、マイロと手下も追って来てマリアムを人質にする。マイク、カイル、イアンが救出しようとして銃撃戦となり、カイルの弾がマリアムに当たってしまう。アイリスを渡す代わりに債券を受け取り、逃げるマイロのヨットが爆発する。 |               |                                             |                    |                                          |               |

### シーズン3
| 通算 話数 | シーズン 話数 | タイトル                                       | 監督               | 脚本                               | 公開日        |
| --- | ------------- | ---------------------------------------------- | ------------------ | ---------------------------------- | ------------- |
| 21 | 1             | "新たな火種" "Soldier's Heart"                 | Christoph Schrewe  | Dave Erickson                      | 2024年6月2日  |
| マリアムの葬儀で爆発が起きる。マイクはバニーへの疑いを晴らすために奪った銃器を返却させる。アーリアン・ブラザーズを疑って市警に密造所を手入れさせるが、回復したロバートが皆殺しにしてしまう。コンスタンティンがタティを殺す。アイリスはカイルとトレイシーの家に同居する。トレイシーが出産する。マールがキングスタウンの刑務所に移される。 |               |                                                |                    |                                    |               |
| 22 | 2             | "はらわた" "Guts"                              | Christoph Schrewe  | Regina Corrado                     | 2024年6月9日  |
| バニーの運び屋シャロンが麻薬に不純物を入れて売ったことで刑務所内外で連続死が起きる。看守カーニーと協力して一件を解決しようとするマイクを、刑務所長カリームは気に入らずにカーニーに嫌がらせをする。息子を殺した犯人の保釈の妨害をマイクに頼んで果たせなかった女性が、犯人を殺す。アイリスは無免許運転で逮捕される。                       |               |                                                |                    |                                    |               |
| 23 | 3             | "警告" "Barbarians at the Gate"                | Nina Lopez-Corrado | Wendy Riss                         | 2024年6月16日 |
| 24 | 4             | "再会" "Rag Doll"                              | Nina Lopez-Corrado | Aalia Brown                        | 2024年6月23日 |
| 25 | 5             | "アイリス" "Iris"                              | ポール・キャメロン | Christian Donovan                  | 2024年6月30日 |
| 26 | 6             | "エコトーン" "Ecotone"                         | ポール・キャメロン | James Arcega Tinsley               | 2024年7月7日  |
| 27 | 7             | "八方塞がり" "Marya Was Here"                  | ガイ・ファーランド | Wendy Riss & Molly Forman          | 2024年7月14日 |
| 28 | 8             | "報復の連鎖" "Captain of the Shit Out of Luck" | ガイ・ファーランド | Hugh Dillon                        | 2024年7月21日 |
| 29 | 9             | "混乱" "Home on the Range"                     | Christoph Schrewe  | Regina Corrado & Jeremiah Wessling | 2024年7月28日 |
| 30 | 10            | "当然の報い" "Comeuppance"                     | Christoph Schrewe  | Dave Erickson                      | 2024年8月4日  |